# Caerois chorinaeus
Caerois chorinaeus é uma borboleta neotropical da família Nymphalidae e subfamília Satyrinae, descrita em 1775 por Johan Christian Fabricius e que se distribui pela Amazônia das Guianas, Venezuela, Colômbia, Peru e Brasil. Visto por cima, o padrão básico da espécie apresenta asas de coloração castanha com uma pontuação branca no ápice das asas anteriores e uma faixa laranja em seu centro. Asas posteriores com coloração alaranjada em sua borda e contendo caudas entortadas em seu final (o que, com a angulação das asas anteriores, dá uma aparência de meia-lua para a junção do par anterior com o posterior das asas). Vista por baixo, a espécie apresenta a padronagem de folha seca.

## Subespécies
Caerois chorinaeus possui três subespécies:
- Caerois chorinaeus chorinaeus - Descrita por Fabricius em 1775, de exemplar proveniente do Suriname.
- Caerois chorinaeus protonoe - Descrita por Fruhstorfer em 1912, de exemplar proveniente do Peru.[11][12]
- Caerois chorinaeus rufomarginata - Descrita por Lathy em 1918, de exemplar proveniente do Peru.